# Otto Renard

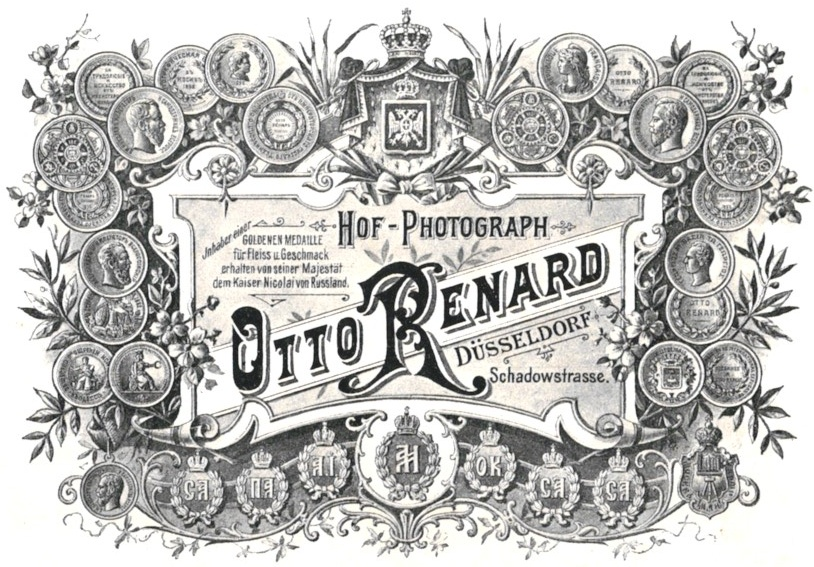
Firmensignet Otto Renard in Düsseldorf

Traugott Otto Maximilian Renard (* 3. November 1855 in Kiel; † 27. Juni 1943 in Bremerhaven) war ein deutscher Fotograf.

## Leben

Gardiner Greene Hubbard, 1875

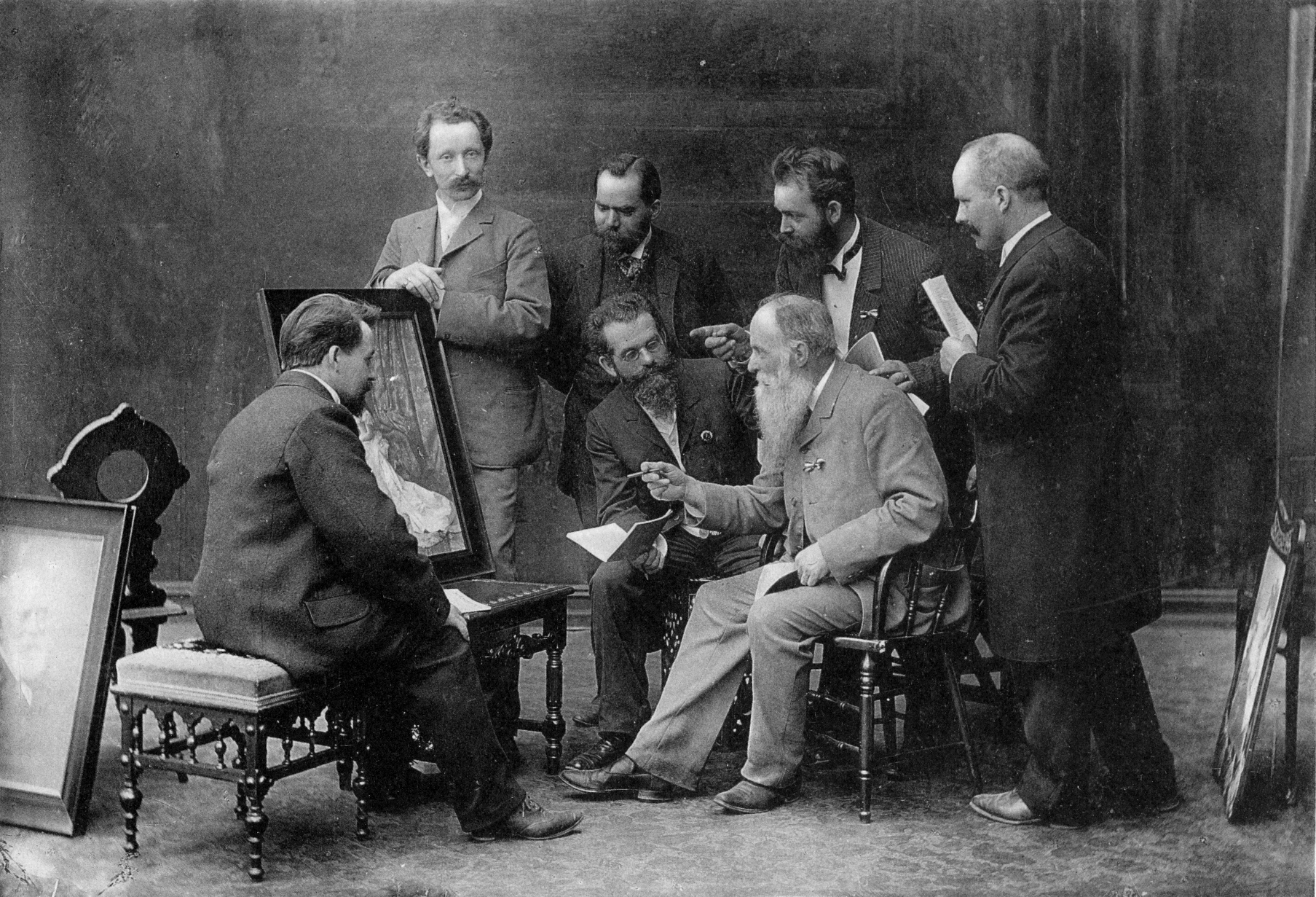
Preisgericht Düsseldorf, 1902

Otto Renard war ein Sohn des Fotografen Gregor Renard und dessen Ehefrau Christiane Henriette Johanna Søfverborg (1823–1904). Mit sechs Schwestern und zwei Brüdern wuchs er in Kiel auf. Wie seine Brüder erhielt er eine Ausbildung zum Fotografen durch seinen Vater. Als junger Mann ging er nach Moskau, wo er mehrere Jahrzehnte als Fotograf tätig war und eine „Lichtdruckerei und Klischee-Anstalt“ betrieb, in der der Fotograf Otto Mente zeitweise sein Geschäftsführer war. Renard wurde Hof-Fotograf des Zaren Nikolaus II. Für seine Arbeit verlieh der Zar ihm außerdem eine goldene Medaille. Nach der Jahrhundertwende eröffnete Renard Ateliers an der Schadowstraße 71 in Düsseldorf und am Friedrich-Wilhelm-Platz 4 in Aachen. In Düsseldorf dokumentierte er Ausstellungen, so die Deutsch-Nationale Kunstausstellung zur Industrie- und Gewerbeausstellung 1902. Durch Erfindung eines Fotopapiers zu Vermögen gekommen, zog er nach Berlin, dann nach Darmstadt. Um 1925 reiste er nach Rio de Janeiro, um mit seiner Ehefrau und seinem Sohn Rudolf den Sohn Otto junior zu besuchen. Später gründete er ein Fotostudio in Meran. Renard starb im Alter von 87 Jahren in Bremerhaven.